# MFSD2
البروتين المحتوي على نطاق عائلة الناقلات الرئيسية (Major facilitator superfamily domain-containing protein 2 أو MFSD2A)، والمعروف أيضًا باسم الناقل المشترك 1 لليزوفوسفاتيديل كولين المعتمد على الصوديوم، هوَ بروتين يُشَفر بواسطة جين MFSD2 في الإنسان.
يعد MFSD2A بروتين ناقل غشائي يُعبَّر عنه بشكل خاص في الخلايا البطانية للحاجز الدموي الدماغي (blood–brain barrier, BBB)، ويلعب دورًا أساسيًا في تكوين الحاجز الدموي الدماغي ووظيفته. أظهرت الدراسات أن تعطيل جين MFSD2A وراثيًا يؤدي إلى زيادة نفاذية الحاجز الدموي الدماغي وزيادة عملية النقل الحويصلي عبر الخلايا البطانية للجهاز العصبي المركزي، دون التأثير على الوصلات المحكمة بين الخلايا البطانية.
يصنف MFSD2A ضمن ناقلات السوبرعائلة SLC (Solute Carrier superfamily)، ويُعتبر ناقل SLC غير نمطي، وينتمي تصنيفيًا إلى مجموعة AMTF8.
بالإضافة إلى نقل أنواع أخرى من ليزوفوسفاتيديل-كولين عبر الحاجز الدموي الدماغي، يُعد MFSD2A الآلية الرئيسية لامتصاص ونقل حمض الدوكوساهيكسانويك (DHA)، وهو أحد الأحماض الدهنية أوميغا-3 الأساسية، إلى الدماغ. كما تشير بعض الأدلة إلى أن البروتين قد يكون مسؤولًا أيضًا عن امتصاص ونقل مادة التونيكاميسين [الإنجليزية].
فقدان وظيفة MFSD2A بشكل كامل في الإنسان يؤدي إلى متلازمة صغر دماغ قاتلة متنحية وراثيًا، تتميز بتضخم البطينين الجانبيين ونقص نمو المخيخ وجذع الدماغ. يُعزى ذلك إلى فقدان قدرة الخلايا البطانية الدماغية على امتصاص الأحماض الدهنية المتعددة غير المشبعة الضرورية، والتي تعتمد على MFSD2A كناقل أساسي لها. وقد أظهرت تحاليل مصل المرضى ارتفاع مستويات هذه الأحماض الدهنية الأساسية، مما يدل على عدم قدرة الخلايا الوعائية على امتصاصها في غياب وظيفة البروتين. وبدون هذه القدرة، يحدث انهيار في الحاجز الدموي الدماغي وفقدان في حجم الدماغ. وقد تم إثبات ذلك في نموذج أسماك الزرد (zebrafish) من خلال حقن صبغة في القلب، حيث لوحظ تسربها إلى نسيج الدماغ بعد تعطيل أحد الجينات المتوازية لـ MFSD2A والمعروف باسم mfsd2aa.